# Philippe Zawieja
Philippe Zawieja (Draveil, 1 de junho de 1970) é um psicossociólogo francês, especialista em saúde mental e trabalho. Pesquisador na Mines ParisTech, seus trabalhos abordam as questoes de burn out  e outas formas de fadiga, notadamente em estabelecimentos de saúde, e no setor de cuidadoes de portadores de Alzheimer . 

## Biografia
Philippe Zawieja se formou na Escola de Negócios em Dijon (1991), e possui mestrado em economia e gestão de estabelecimentos de saúde na Faculdade de Medicina de Paris. Ele é doutor em ciencias e engenharia de actividades de risco na Mines ParisTech.
Paralelamente, ele dirige a unidade de pesquisa da ORPEA, lider europeu de cuidados de dependentes, onde ele se ocupa igualmente dos trabalhos do Comitê Cientifico e Etico International.

## Prêmios e distinções
Philippe Zawieja foi nomeado cavaleiro da Ordem de Palmes académiques em 2013 , ordem de distinção de universtiários que se destacaram e no mundo da cultura e do ensino.
L’Académie des Sciences Morales et Politiques (uma das cinco academis do l'Institut de France) lhe concedeu em 2014 o premio René-Joseph Laufer-Preis de profilaxia social.

## Livros
- Zawieja P. Le burn out. Paris (França): Presses universitaires de France, abril 2015. ISBN 9782130633563 (em francês)
- Zawieja P, Guarnieri F, dir. Dictionnaire des risques psychosociaux. Paris (França): Le Seuil, fevereiro 2014. ISBN 9782021109221 (em francês)
- Zawieja P, Guarnieri F, dir. Épuisement professionnel : approches innovantes et pluridisciplinaires. Paris (França): Armand Colin, setembro 2013. ISBN 978-2200287726 (em francês)